# Viszonyréteg
A viszonylati réteg vagy viszonyréteg (angolul: session layer) az OSI-modell ötödik rétege. A csatorna adategységei az SPDU rövidítéssel jelölt Session Protocol Data Unitok. A réteg lehetővé teszi, hogy két számítógép felhasználói kapcsolatot létesítsenek egymással. A viszonyréteg segítségével egy felhasználó állományokat mozgathat számítógépek között. Jellegzetes feladata a logikai kapcsolat felépítése és bontása, a számítógépek közötti párbeszéd szervezése. Szinkronizációs feladatokat is ellát, ellenőrzési pontok beépítésével. Gyakran az együttműködési réteg elnevezéssel is illetik.